# 北陸日本電氣軟件股份
北陸日本電氣軟件股份有限公司（英語：NEC Software Hokuriku, Limited），簡稱北陸日本電氣軟件股份、北陸日本電氣軟件、HNES，在1983年6月1日由日本電氣設立於石川縣金澤市香林坊，專門在日本經營顧問和資訊科技解決方案業務。1986年，總部搬至石川縣白山市安養寺町1番地。1999年取得ISO9001認證，2004年取得ISO14001認證。

## 連結
- 北陸日本電氣軟件（页面存档备份，存于）